# Сервис-дизайн
Сервис-дизайн (англ. service design) — это процесс планирования и организации ресурсов бизнеса (людей, инфраструктуры и процессов) с целью напрямую улучшить опыт сотрудников и косвенно улучшить клиентский опыт. В процессе проектирования пользовательского опыта, прорабатывается множество компонентов: графику, функции и команды, тексты, информационную архитектуру и т.д. 
В традиционной экономике всегда было четкое разделение между товарами и услугами. К товарам относились материальные объекты потребления: блокноты, ноутбуки, сумки и т.п. Услугами считались нематериальные объекты обмена, которые не подразумевают передачу права владения. Это, например, медицинские услуги, услуги образования, транспорт, коммуникационные услуги.
Сегодня уже не существует четкой грани между товарами и услугами (сервисами). Есть множество компаний, которые предлагают не товары, не услуги, а нечто среднее. К примеру, песня (mp3 файл) — это продукт, который можно приобрести или прослушать через сервис, например, Apple Music. Для пользователя особой разницы между продуктом (скачать файл с песней) и услугой (слушать ее через сервис) практически нет. А вот за кадром будут происходить совершенно разные процессы.
Чем сложнее становятся услуги и сервисы, тем сложнее поддерживать их на хорошем уровне. Когда во внутренних организационных процессах компании появляется слабое звено, оно запросто может разрушить сложный процесс взаимодействия с пользователем.
Те, кто впервые слышит термин сервис-дизайн, едва ли может понять, о чём идет речь. Дело в том, что в русском языке слово «дизайн» означает некую визуализацию. Те, кто знакомы с английским тут будет проще, ведь в оригинале «design» – это термин, означающий проектирование или конструирование. Именно в этом смысле в маркетинге понимают сервис-дизайн: как проектирование клиентского сервиса, процесса обслуживания пользователя.

###### 5 основных принципа сервис-дизайна
1. Ориентированность на пользователя, понимание его с помощью качественных исследований;
2. Совместное творчество путем вовлечения всех заинтересованных сторон в процесс проектирования;
3. Последовательность путем разделения всего процесса взаимодействия с клиентом на отдельные отрезки;
4. Доказательность с помощью визуализации всего опыта обслуживания клиентов, что делает его осязаемым;
5. Целостность через рассмотрение всех точек соприкосновения пользователей с компанией.

При этом важно не только правильно спроектировать каждый компонент, но и интегрировать их в единую систему пользовательского опыта. Есть ряд компонентов, каждый из которых должен быть правильно спроектирован и изящно интегрирован в единую систему. Три ключевых компонента сервис-дизайна — это люди, инфраструктура и процессы.
Люди – это все, кто создает и использует сервис, а также и те, кто взаимодействуют с сервисом косвенно. Например, сотрудники, клиенты, люди, с которыми клиенты контактируют в процессе использования сервиса, партнеры.
Инфраструктура – физические и цифровые объекты (включая продукты), которые используются в процессе функционирования сервиса.  Например, физическое пространство: витрина, окошко операциониста, конференц-зал, цифровое пространство, посредством которого предоставляется услуга: веб-страницы, блоги, социальные сети, вспомогательные объекты, цифровые файлы, физические продукты.
Процессы – любые алгоритмы, процедуры или правила, которые сотрудники или пользователи применяют на протяжении работы сервиса.  Например, снятие денег в банкомате, решение вопроса через службу техподдержки, интервью с новым сотрудником, передача файла.
Компоненты сервиса можно разделить на клиентскую часть и все, что происходит за кулисами предоставления услуги. Это как в театральном представлении — зрители видят все, что на сцене: актеров, костюмы, оркестр и декорации. Однако за кулисами существует целая вселенная проделанного труда: режиссер, работники сцены, осветители, дизайнеры декораций и т.д. Клиентская часть включает следующие компоненты: каналы, продукты, точки контакта, интерфейсы. Компоненты, которые остаются за кадром — это: правила, технологии, инфраструктура, системы.